# Parathalestris mourei
Parathalestris mourei is een eenoogkreeftjessoort uit de familie van de Thalestridae. De wetenschappelijke naam van de soort is voor het eerst geldig gepubliceerd in 1988 door Masunari.